# Малиново (Сумская область)
Малиново (укр. Малинове) — село,
Мутинский сельский совет,
Кролевецкий район,
Сумская область,
Украина.
Население по данным 1986 года составляло 10 человек.
Село ликвидировано в 1988 году .

## Географическое положение
Село Малиново находится на расстоянии до 1,5 км от сёл Отрохово, Жабкино и Горохово.
По селу протекает пересыхающий ручей с запрудой.
Рядом проходит автомобильная дорога Т-1907.

## История
- 1988 — село ликвидировано [1].